# Реджо-нель-Эмилия (провинция)
Ре́джо-нель-Эми́лия (итал. Provincia di Reggio nell'Emilia, эмил.-ром. Pruvîncia ed Rèz) — провинция в Италии, в области Эмилия-Романья. Административный центр — город Реджо-нель-Эмилия.

## География

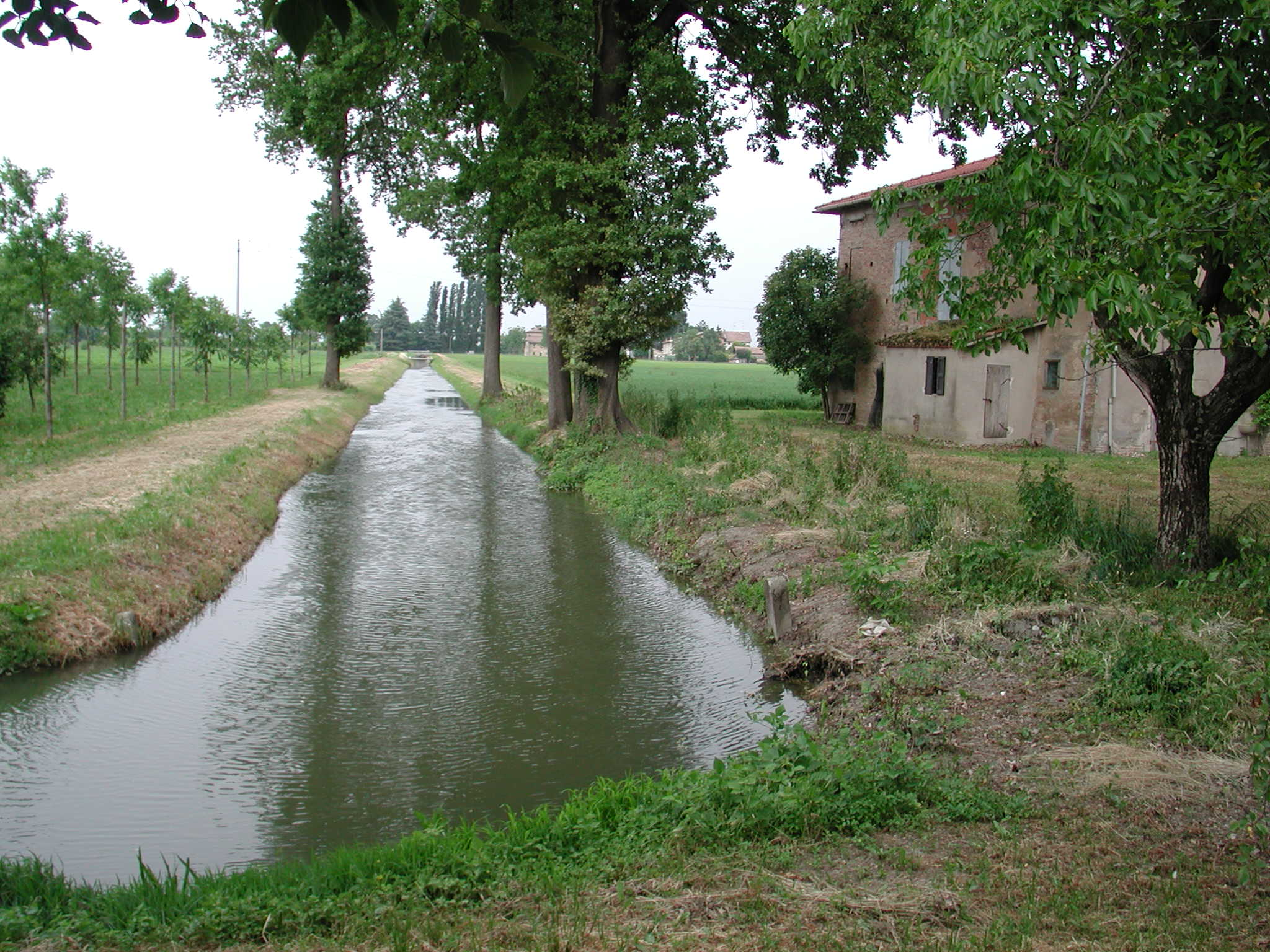
Типичная сельская местность Эмилии

Провинция занимает площадь 2 291,26 км2. Население составляет 531 891 человека (01-01-2019). В состав провинции входит 42 коммуны.
Самой восточной и одновременно наименьшей по площади является коммуна Роло, самой западной — Колланья. На северной границе провинции располагается коммуна Лигонкьо, имеющая самое маленькое число жителей, на южной границе — Луццара, вторая по размеру и имеющая наибольшее число представителей других национальностей в регионе.

## История
В провинции расположен разрушенный Каносский замок маркграфини Матильды Тосканской. Именно в нём закончилось «хождение в Каноссу» Генриха IV.
В 1797 году представители Реджио, Модены, Болоньи и Феррары на встрече в Сала-дель-Триколоре провозгласили создание Циспаданской республики, флагом которой стал зелёно-бело-красный триколор, в 1848 ставший национальным флагом Италии.

## Образование
В провинции располагается четыре факультета Университета Модены и Реджо-Эмилии. В 1998 году основаны Инженерный и Сельскохозяйственный факультеты, вслед за ними появились Факультет коммуникационных наук и Факультет педагогических наук. Здесь же находится Ботанический сад университета.
После Второй мировой войны в провинции была внедрена особая система образования, охватывающая дошкольную и начальную ступени обучения и основанная на индивидуальном подходе и самораскрытии талантов ребёнка. Теоретические основы этой педагогики заложили такие учёные, как Малагуцци, Брунер, Выготский, Дьюи, Пьяджет и Гарднер. В провинции расположен «Международный центр имени Лориса Малагуцци» — институт, занимающийся применением и распространением инновационного подхода к образованию по всему миру.

## Спорт
Крупнейшие стадиона провинции — Мапеи и Палабиги. Баксетбольная команда провинции — Pallacanestro Reggiana. Ежегодно в провинции проводится теннисный турнир Camparini Gioielli Cup. Футбольная команда провинции — «Реджана 1919», базирующаяся на стадионе Мапеи. Историческая команда была создана в 1919 году, современная возрождена в 2005.